# Dysoxylum rubrocostatum
Dysoxylum rubrocostatum är en tvåhjärtbladig växtart som beskrevs av Jean Baptiste Louis Pierre. Dysoxylum rubrocostatum ingår i släktet Dysoxylum och familjen Meliaceae. Inga underarter finns listade i Catalogue of Life.